# Història de Veneçuela
La història de Veneçuela es remunta a l'arribada dels primers espanyols a finals del segle xv, però la història del que avui es coneix com a Veneçuela comença en realitat amb el poblament del territori per les migracions ameríndies fa milers d'anys. Veneçuela es conforma com estat el 1777 a partir de la Capitania General de Veneçuela, colònia de l'Imperi Espanyol que havia estat fundada el 1527.
Veneçuela va ser residència per a aquests importants grups tribals, com van ser els caribs. Va ser descoberta per la civilització europea de la mà de Cristòfor Colom l'any 1498, amb el que es va donar inici a la seva colonització i el seu procés de mestissatge cultural. Veneçuela va ser el primer país d'Hispanoamèrica a proclamar la seva independència de la Corona Espanyola, procés que es va consolidar amb la Batalla de Carabobo. Després d'un llarg capítol de conflictes civils, la República va trobar la seva via cap a la modernització de la mà de governs notòriament autoritaris. A mitjan segle xx es va iniciar la lluita per un sistema democràtic, que es va afermar després de l'enderrocament del General Marcos Pérez Jiménez l'any 1958. A causa de la bonança petroliera, Veneçuela va viure un període d'alt creixement econòmic, que es va veure interromput per la crisi energètica dels anys 1980, suscitant una etapa d'inestabilitat política i social alternada amb alts i baixos financers.

## Època precolombina

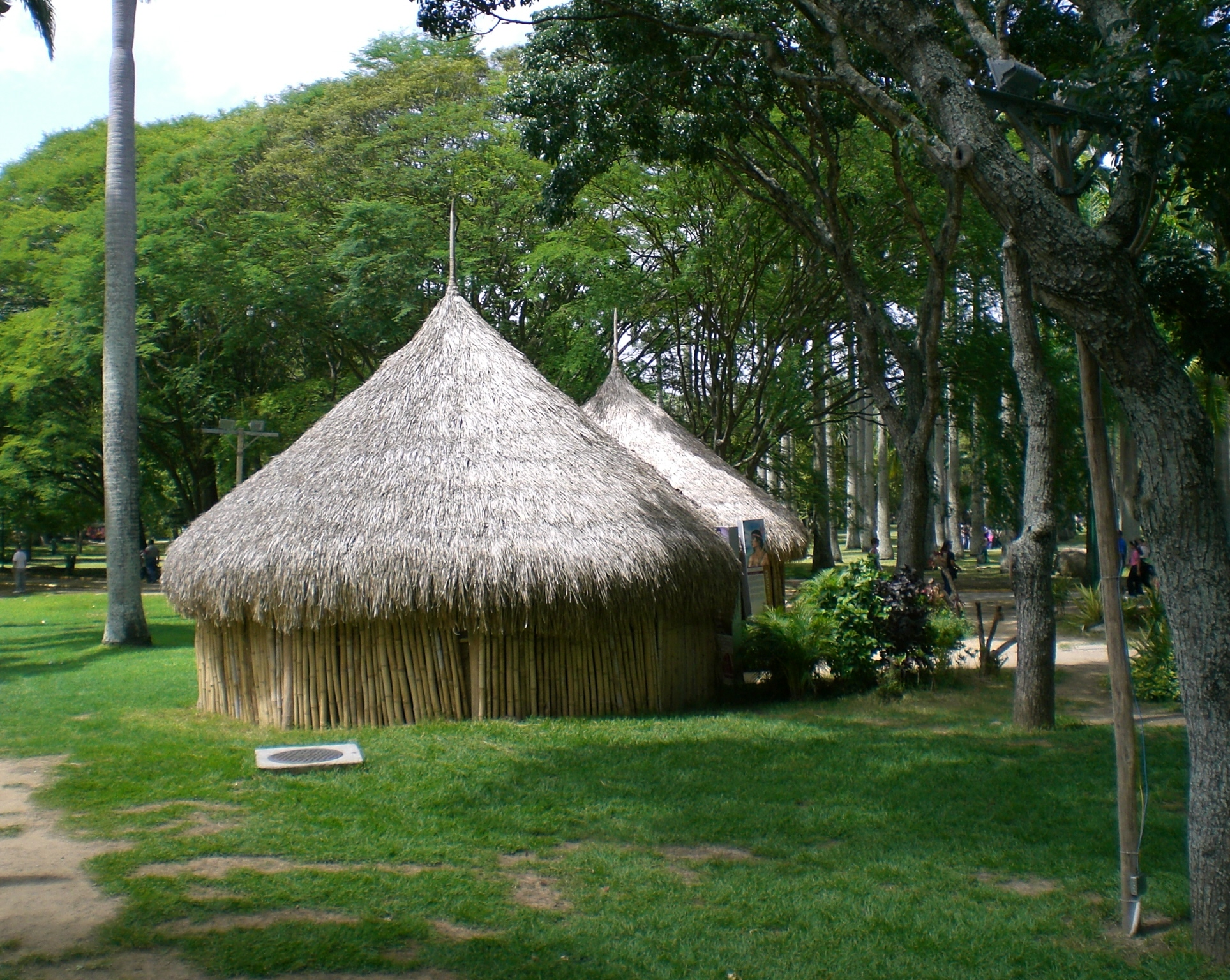
Churuata, antic estil d'habitatge de l'època precolombina.

Grups de persones que arriben al Plistocè Tardà possiblement des del Nord i comencen a ocupar la costa septentrional del territori. Taima-Taima, Muaco i El Jobo són alguns dels llocs que presenten restes d'aquesta població. La presència d'aquests grups es remunta almenys al 13000 aC. Els humans que vivien en el que és Falcó compartien el seu hàbitat amb mega fauna com els megaterios, els gliptodontes i els toxodontes. La fauna dels anys prehistòrics i precolombins estava formada en part per tigres dents de sabre, armadillos gegants, entre d'altres. Els arqueòlegs identifiquen un període Mesoindi entre el 7.000-5.000 aC i el 1000 aC. En aquest període els grups de caçadors de mega animals passen a formar estructures tribals més organitzades.
La població indígena al moment del primer contacte amb els europeus era d'aproximadament mig milió de persones habitant del que avui és el territori veneçolà, hauria arribat, pel nord, des de la regió del Calabós, per l'oest, dels Andes, i pel nord, del Carib. Els grups indígenes més importants eren els chibchas en els Andes, els caribs, situats en gairebé tots a les costes, i els arawakos, assentats en part de les costes i més al sud, i els wayúu, o guajiros, situats en l'occident del país cap al nord, entorn del llac de Maracaibo. Els indígenes usaven fang i palla per edificar els seus habitatges i altres construccions d'utilitat pública. Altres materials eren emprats per a l'intercanvi comercial ordinari, o barat, com el cacau i animals.
Els principals pobles que van habitar el país van ser els de raça Carib i arawak. Les regions d'orient, Guaiana i centre del país així com parts de Zulia i els plans van ser habitats per tribus caribs qui van migrar provinents de la conca de l'Amazones al Brasil, encara que després a causa de guerres territorials van adquirir la costa nord de Sud-amèrica. Els arawakos provinents de l'Amazònia occidental van poblar regions del que és avui l'estat Amazones, a les planes i bona part de l'occident i centre occident del país, els waraos es trobaven en les canelles de la desembocadura del riu Orinoco, els Timotes a les muntanyes dels Andes i també yanomamis a les selves de l'Amazones.
Grups chibchas provinents de Colòmbia comencen a entrar al territori. Apareixen grups caquetíos a Paraguanà. També es produeixen petites migracions de grups independents que poblen la conca de l'Orinoco i altres reduïdes zones del país. En arribar els espanyols existien a Veneçuela nombroses ètnies que parlaven llengües caribs, arawakos, chibchas, tupí-guaranís i d'altres famílies lingüístiques. Els aborígens usaven tecnologies rudimentàries per construir habitatges, terrasses, dics, canals de reg, etc. Habitaven comunitats nòmades, agricultors sedentaris, com els sembradors de blat de moro, cultiu que necessitava complexos sistemes de reg i embassaments per controlar rius, havien caçadors de Dantas i manatíes, recol·lectors de petxines marines i pescadors, els quals utilitzaven embarcacions fabricades amb base en un tronc d'un arbre caigut per transportar, no derrocaven un palmell si no hi havia necessitat. Uns s'adequaven el terreny muntanyós per a l'agricultura construint terrasses, altres construïen murs de pedra a les valls per ordenar els sembrats. A les planures, pobles originaris van construir una extensa xarxa de calçades, les quals comunicaven als pobles, van crear els camps elevats que incrementaven la producció agrícola a les zones anegaditzes, amb la qual cosa aconseguien dominar les inundacions a les èpoques de pluges.
No solien portar materials de regions llunyanes per construir els seus habitatges o els seus instruments. Cases de pedra unifamiliars en les regions més fredes, xuruates col·lectives de fusta i palmes agrupaven al grup familiar estès, palafits de wayuus i waraos eren habitatges comuns recolzades sobre pilons a les llacunes i manglars.
La barata solia consistir en tubercles de la muntanya per fruites de terres baixes, blat de moro per ous de tortuga, peix salat per iuca, i així successivament. Els Karinya van aconseguir desenvolupar àmplies àrees d'intercanvi, conreaven cotó, auyama, arbres fruiters i tabac, els quals canviaven per canoes i hamaques. També produïen cistelleria, ceràmica, adorns corporals de plata, perles, or i carei de closques de tortuga que trobaven en zones distants del seu hàbitat. La vestimenta variava segons la regió, ja que es fabricava amb les fibres naturals que trobaven en el seu entorn, així, abillaments de llana per al fred dels Andes i guayucos per la calor.
Es sancionava fortament l'acumulació de diferents riqueses en diverses comunitats, ja que la propietat era col·lectiva, la producció era social i no individual, en la majoria d'aquestes comunitats el menjar solia preparar-se per tota la comunitat. No obstant això, pretensions territorials d'algunes poblacions agressives desembocaven en grans guerres, exèrcits de fins a 40.000 homes van combatre en la guerra entre catuches i teques.
En altres regions, els warao, fugint dels caribs van deixar el seu territori ancestral, i van trobar una nova llar dins de les canelles del delta del riu Orinoco. L'organització social variava segons la regió, havien alguns pobles que es constituïen en comunitats tribals, jerarquitzades, amb cacics i autoritats de pau, i altres amb una organització comunitària on només el xaman, remeier i guia espiritual tenia un rang superior, usaven les plantes amb finalitats medicinals.

## Època colonial

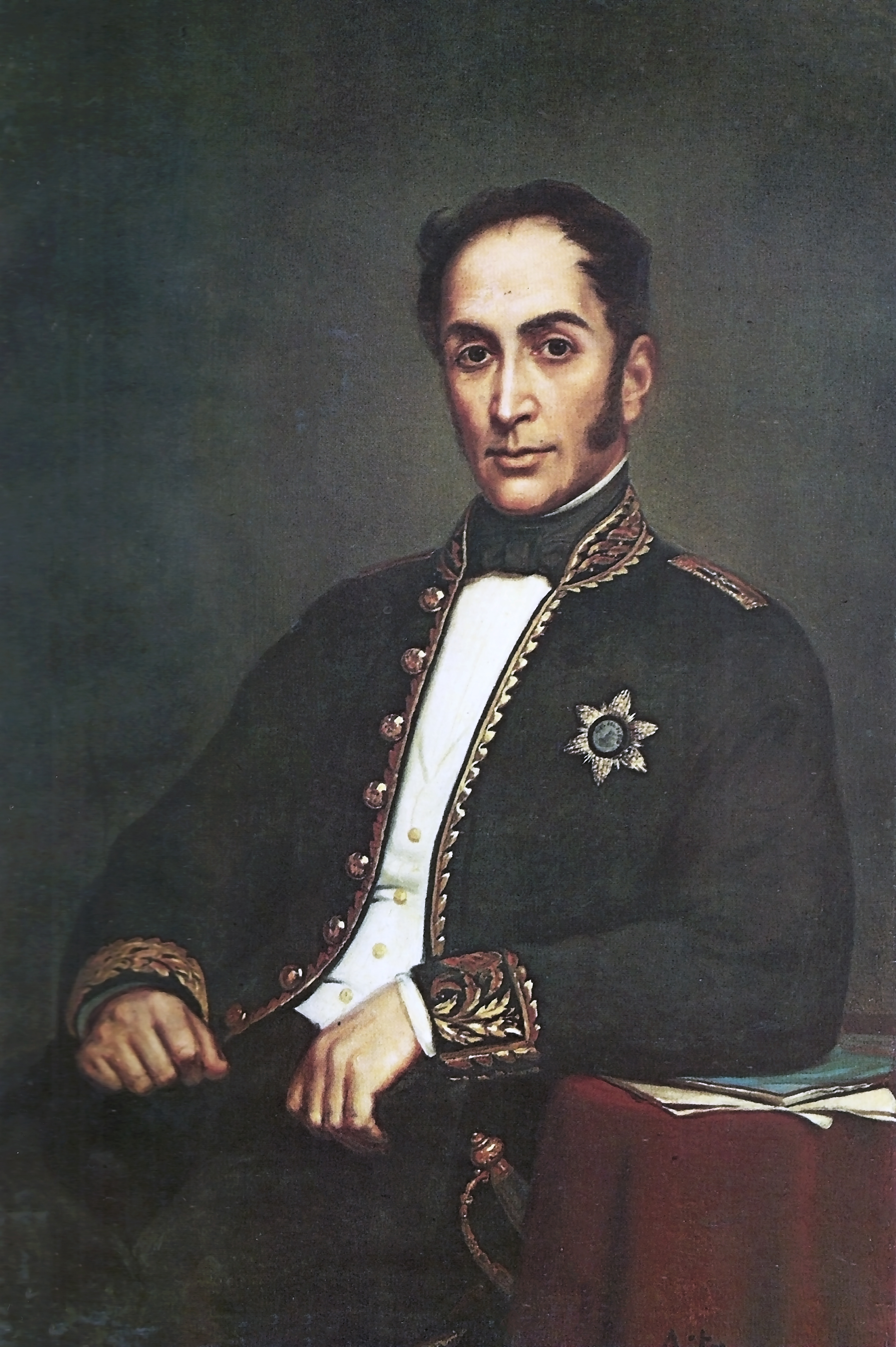
Simón Bolívar

El que seria amb el temps Veneçuela va ser albirada i recorreguda inicialment l'agost del 1498 per Cristòfor Colom, qui s'acosta a les boques del riu Orinoco anant des de les illes Canàries, i recorre la costa des de l'illa Trinitat fins potser a l'actual cap de la Vela, a la península de la Guajira, a l'est de Colòmbia. Sent aquesta la primera vegada que els europeus albiraven el continent, l'almirall, en observar la varietat de flora i fauna, va anomenar a la zona "Terra de Gràcia", en clara al·lusió a l'Edèn bíblic.
A Veneçuela, el 1522 es fundava un dels primers emplaçaments espanyols a l'Amèrica del Sud (el primer n'era Santa Marta, en el que avui és Colòmbia), i la major part del territori formava part del virregnat de Nova Granada. Parts del que ara és l'est de Veneçuela van esdevenir la Nova Andalusia. Després de diversos aixecaments fracassats, el país es va independitzar d'Espanya el 1811 sota el lideratge del seu fill més famós, Simón Bolívar. Veneçuela va formar part de la República de la Gran Colòmbia juntament amb Colòmbia, el Panamà i l'Equador fins al 1830, quan l'estat veneçolà se'n va separar i va esdevenir una república sobirana.

## Fundació de Caracas

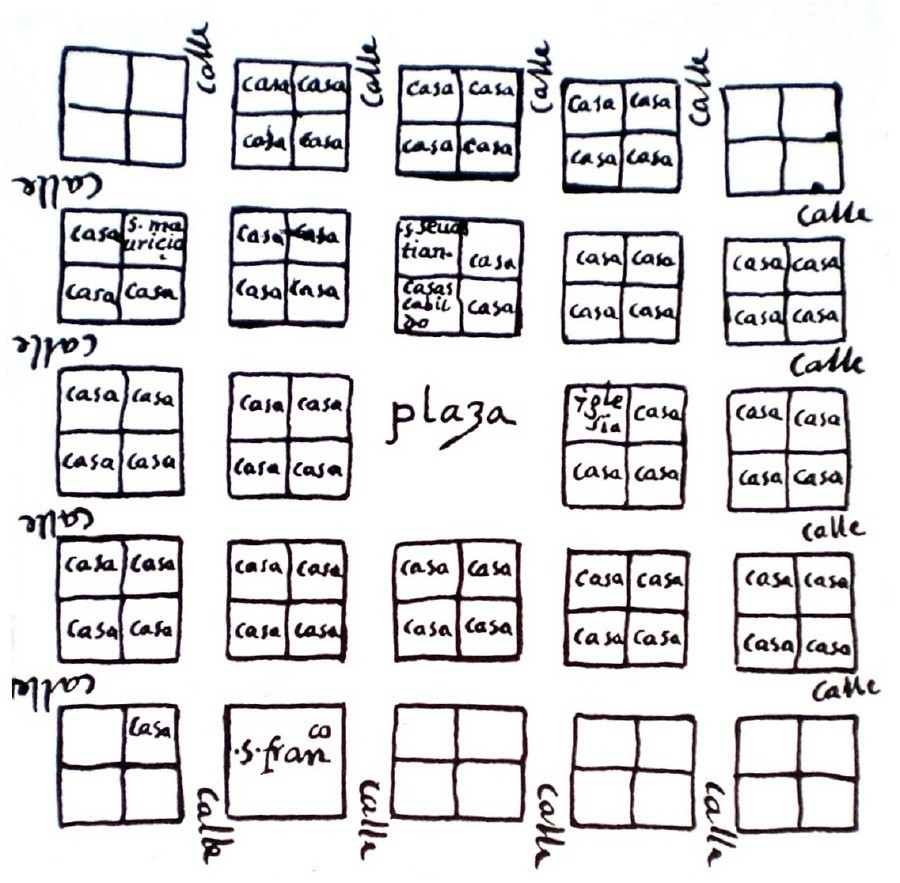
Primer plànol de Caracas del Governador Juan de Carvajal, 1578.

Els antecedents de la fundació de Caracas s'originen en l'hato ramader de San Francisco, que el 1560 va establir el mestís Francisco Fajardo (Palguarime, c. 1530 - Cumaná, 1564), fill de Francisco de Fajardo, Tinent de Governador de Margarita, i de la cacica guaiquerí Isabel, neta del cacic Charayma de la costa de Maya en la província de Caracas. Aquesta fundació es va fer a partir d'altra població prèvia fundada en la costa de Caracas pel mateix Fajardo, i com a conseqüència dels seus intents de poblar la vall dels Toromaimas o de San Francisco, per a donar suport i defensar l'explotació de mines d'or descobertes l'any previ en l'àrea propera dels Teques, on habitava l'indòmit cacic Guaicaipuro d'aquests indis Teques. Fajardo va partir dues vegades, en 1555 i 1558, des de Margarita, la seva illa natal, per a fundar ciutats en Terra Ferma, usant la seva familiaritat i amistat amb els indis que poblaven les costes nord-orientals i nord-centrals de Veneçuela, i aprofitant l'avantatge de dominar la llengua dels indis Caracas, els seus parents de la costa.
Quan Juan Rodríguez Suárez arribava a l'hato de San Francisco, la comarca estava en guerra contra els invasors espanyols, i diàriament era atacat amb les consegüents pèrdues de persones i animals. Amb l'objecte d'enfortir aquella instal·lació i utilitzar-la com a base estratègica per a la futura conquesta del territori, Rodríguez Suárez la converteix en Vila de San Francisco, nomena alcalde i regidors, i reparteix terres entre els soldats.
Aquesta fundació de San Francisco no va sobreviure l'atac dels indis de les ètnies Teques, Mariches, Toromaimas i altres de la província, confederats pel llegendari cacic Guaicaipuro, que poblaven les valls centrals muntanyencs i costaners, qui la cremen a mitjan octubre de 1561.
Diego de Losada, conquistador espanyol nascut en Rionegro del Pont, província de Zamora, al voltant de l'any 1511, seguint una Real Cèdula emesa en 1563 (arran del despoblament de San Francisco) que ordenava la seva reedificació, pobla el lloc el 1567 i refongui formalment la ciutat al març de 1568, amb el nom de Santiago de Lleó de Caracas, sobre la qual cosa hi ha actualment controvèrsia acadèmica, prenent el topònim de Caracas pel nom dut pels indígenes que habitaven la regió a l'arribada dels conquistadors.

## Independència de Veneçuela
La independència de Veneçuela va ser el procés emancipador desenvolupat entre 1810 i 1821 per trencar els llaços colonials que hi havia entre Veneçuela i l'Imperi Espanyol. Aquest procés es va unir al que també s'estava duent a terme en altres països d'Amèrica, que finalment van assolir també la seva independència. Entre els factors més influents se sol destacar el desig de poder dels grups criolls que tenien l'estatus social i econòmic però no polític, la introducció de les idees de l'enciclopèdic, la Il·lustració i la declaració d'Independència dels Estats Units, la Revolució Francesa i el regnat de Josep I Bonaparte.
Al llarg de 1808, les pressions de Napoleó van desencadenar una sèrie d'esdeveniments que van empitjorar encara més la ja compromesa situació espanyola, el rei Carles IV d'Espanya va abdicar el tron a favor del seu fill Ferran el 19 març 1808 després dels successos del Motí d'Aranjuez, i més tard, el 5 maig 1808 es va acabar de consumar el desastre per a Espanya quan Carles IV i el seu fill van ser obligats a cedir el tron a Napoleó a Baiona per designar al seu germà, Josep, com a nou Rei d'Espanya. Aquests fets van provocar una gran reacció popular a Espanya que va desencadenar el que avui es coneix com la guerra de la Independència Espanyola o guerra del Francès i tant a Amèrica com a Espanya, es van formar juntes regionals que van fomentar la lluita contra els invasors francesos per restablir en el tron al monarca legítim.
No obstant això, en les juntes americanes només es parlava amb entusiasme de la Junta popular de Cadis i moltes d'elles eren vistes amb recel per les autoritats espanyoles, que les suposaven sospitoses de ser favorables als francesos i que no s'havien oblidat d'accions com la d'Antonio Nariño a Bogotà, que havia publicat una obra sobre els drets de l'home, el moviment de Joan Picornell, la Conspiració de Manuel Gual i José María Espanya, o de les fracassades expedicions militars de Francisco de Miranda a Veneçuela. Però també consideraven que aquestes juntes tenien dret d'imitar als seus anàlogues de la Península, ja que els dominis espanyols eren considerats una part essencial i integrant d'Espanya els territoris no eren considerats com a simples colònies pròpiament.
Amb el temps es van anar formant dos bàndols ben diferenciats com a resultat dels debats polítics i la inestabilitat internacional: el dels realistes, que volien continuar sota la dependència directa del monarca espanyol, liderat per Juan de Cases, i el dels patriotes, partidaris de constituir una Junta de govern amb una autonomia plena similar a la de les Juntes provincials a Espanya, però sense mantenir més llaços amb la metròpoli diferents a un reconeixement formal de Ferran VII com a sobirà, volent imitar així l'exemple del Brasil regit des de Bragança, amb autonomia de Portugal.
A mitjans de l'any 1807, després d'uns anys de ser fora, Simón Bolívar va tornar a Caracas. El que es va trobar era una ciutat immersa en un ambient de gran agitació social i política que era governada per personatges interins sota la supervisió d'un regent real visitador, Joaquín de Mosquera i Figueroa, vist amb mals ulls pel col·lectiu de la ciutat. Aquest era un ambient poc propici per afrontar situacions de crisi i va ser una circumstància que va ajudar a precipitar els esdeveniments independentistes.
Bolívar havia tornat a Caracas absolutament convençut de la imperiosa necessitat da la independència i va tractar de convèncer els seus parents i amics que aquesta era la millor opció però, llevat l'excepció del seu germà Juan Vicente, no va poder fer-ho fàcilment a causa que les notícies d'Europa arribaven molt tard i amb pocs detalls, de manera que el públic s'assabentava de les esdeveniments només d'una forma general i inexacta i això limitava la seva capacitat per avaluar la situació. Però les coses van canviar sobtadament en pocs dies, després d'una sèrie d'esdeveniments que van causar una commoció general a Caracas. A principis de juliol de 1808, el governador encarregat de Caracas, Juan de Cases, va rebre dos exemplars del diari londinenc The Times que el Governador de Trinitat va remetre abans al de Cumaná i que relataven la notícia de l'abdicació del tron d'Espanya en favor de Napoleó.
Les autoritats van tractar de mantenir la notícia en secret per evitar l'alarma social però l'arribada del bergantí francès Le Serpent al port de La Guaira el 15 juliol 1808 amb diversos comissionats enviats per Napoleó per confirmar la notícia van fer fracassar el pla. Un oficial francès es va presentar davant el governador Cases amb documentació oficial confirmant les males notícies aparegudes a The Times, i mentre a la Governació deliberaven sobre la situació, la població va començar a alarmar per l'aparatosa arribada dels francesos, divulgant profusament la notícia de la desaparició de la monarquia tradicional en diaris i altres publicacions.
La reacció popular va ser de malestar i indignació i la situació va empitjorar quan un capità de fragata anglès anomenat Beaver desembarqués poc després del Alcasta a La Guaira, després de perseguir el Le Serpent sense poder-lo capturar, per informar al Governador Cases i a la població que la lluita en Espanya per rebutjar els francesos continuava i que Napoleó no tenia la situació dominada.
Llavors va sorgir un procés polític estrany entre el governador, L'Audiència i el Cabildo que va acabar de soscavar l'ordre colonial vigent i això va fer que la commoció en la societat Caracas es va orientar en dues direccions: una representada per Simón Bolívar que volia proclamar la independència, i una altra representada per altres criolls que volien mantenir la fidelitat a Ferran VII.
Així, l'11 de gener de 1809 van arribar a Caracas uns despatxos oficials que anunciaven la creació de la Junta Central d'Espanya i Índies que va acabar instal·lant-se a Sevilla l'abril de 1809 i poc després, el 14 de gener de 1809 va arribar a Veneçuela el mariscal de camp Vicente emparada en qualitat de capità general de Veneçuela i Governador de Caracas. La seva arribada va donar una nova perspectiva a la situació política i que van començar a circular rumors que el relacionaven com a partidari dels francesos, pel que va ser acusat de voler confondre a la població.
En el panorama d'incertesa regnant, el 19 d'abril de 1810, els membres del Cabildo de Caracas van decidir constituir una Junta Conservadora dels Drets de Ferran VII en un acte que acaba amb la signatura de l'Acta d'Independència i constitució de la Primera República el 5 de juliol de 1811. Amb la revolta del 19 abril 1810 es va obligar el llavors capità general de Veneçuela, Vicente Empara, a cedir els seus poders a aquesta Junta i que va portar com a resultat l'expulsió dels funcionaris espanyols dels seus llocs per embarcar rumb a Espanya.
Poc després, després d'assabentar-se dels fets, la Regència va disposar el bloqueig de les costes de Veneçuela però ja era tard, des de llavors el procés independentista seria imparable, i l'exemple de Caracas va ser seguit per la resta de les juntes americanes, a través de les Guerres d'independència hispanoamericanes.

## Guerra d'independència de Veneçuela
La Guerra d'independència de Veneçuela fou una guerra lliurada per l'emancipació del que actualment és Veneçuela entre el 1811 i el 1823. Formava part d'una sèrie de moviments d'emancipació a Amèrica del Sud coneguda com a Guerres d'independència hispanoamericanes.
Després de la invasió d'Espanya per part de Napoleó i el buit de poder que causà a les colònies espanyoles, un congrés de criolls, influïts per idees de la Il·lustració i la Revolució Francesa, i havent derrocat anteriorment el governador espanyol Vicente Emparán el 19 d'abril del 1810, proclamà la Independència de Veneçuela. Francisco de Miranda assumí la dictadura.
Poc després esclatar una guerra civil entre els republicans i els realistes que encara desitjaven una unió amb Espanya. Les províncies de Coro, Valencia i Guayana es rebel·laren però, amb la situació cada cop més crítica de la Primera República de Veneçuela (pocs mitjans, un bloqueig espanyol i un gran terratrèmol) el 1812 s'enfonsaren davant l'atac de Juan Domingo Monteverde. Miranda capitulà i se signà un armistici el juliol del 1812.
Simón Bolívar i altres republicans continuaren la resistència a l'exili o en guerrilles organitzades. El 1813, després d'una sèrie de batalles a Nova Granada i havent rebut l'aprovació del congrés de Nova Granada, Bolívar envaí Veneçuela i derrotà les tropes realistes en diverses ocasions. Entrà a Caracas el 6 d'agost del 1813. Fou fundada la Segona República.
Els realistes, encapçalats per José Tomás Boves amb un exèrcit reforçat de llaneros, assetjaren els patriotes al centre del país. Finalment, Boves marxà a Caracas i obligà els republicans a fugir a l'est del país, posant fi a la Segona República. Els espanyols reclutaren els llaneros, aprofitant la seva aversió envers els criolls del moviment d'independència. Boves liderà un exèrcit de llaneros que matava regularment veneçolans blancs
Els patriotes es dispersaren de nou, i la guerra tornà a agafar un caràcter local. Els patriotes llançaren una expedició a l'est de Veneçuela que acabà en fracàs. A partir d'aleshores, Bolívar intentà unir forces amb Manuel Piar, però diferències entre els dos evitaren la possibilitat d'un front republicà unit. Bolívar marxà als Llanos, on uní forces amb José Antonio Páez, però un atac sense èxit a Veneçuela central obligà a Bolívar a retirar-se a Apure. Els espanyols, encapçalats per Pablo Morillo, contraatacaren amb èxit però foren derrotats a la batalla de Las Queseras del Medio.
Bolívar envaí Nova Granada i derrotà els realistes de forma decisiva a la batalla de Boyacá, després de la qual la unió de Nova Granada i Veneçuela fou establerta com a República de Gran Colòmbia pel Congrés d'Angostura.
El 1821, els patriotes aconseguiren una victòria decisiva a la batalla de Carabobo, després de la qual només romangueren a les mans dels espanyols les ciutats de Cumaná, que caigué poc després, i Puerto Cabello, que aconseguí resistir un setge durant dos anys, capitulant finalment l'octubre del 1823.
El 1823, els espanyols enviaren una flota per reconquerir el país però foren derrotades a la batalla del Llac Maracaibo. La lluita per la independència, que matà la meitat de la població blanca de Veneçuela, s'acabà a Veneçuela; durant els anys següents, Bolívar i la Gran Colòmbia continuaren la campanya al sud.

## Veneçuela independent
Per la major part del segle xix i del segle xx la història veneçolana es va caracteritzar per la inestabilitat política, lluites polítiques i governs dictatorials. Després de la mort de Juan Vicente Gómez i la caiguda del governs autoritaris, les lluites democràtiques van obligar a l'exèrcit a retirar-se de la participació directa en la política nacional el 1958. A partir de llavors, Veneçuela ha tingut una tradició de govern democràtic, però, no sense conflictes.
El 1992 el tinent militar Hugo Chávez va dirigir un cop d'estat per a remoure al president democràtic, electe dues vegades, Carlos Andrés Pérez. El cop va fracassar, i Chávez i els conspiradors van ser encarcerats per traïció. Per altra banda, el president Pérez va ser acusat i declarat culpable de corrupció. Chávez es va convertir en un personatge molt popular per la classe baixa per resistir a un president corrupte. Va ser alliberat el 1994 pel successor de Pérez, Rafael Caldera.

## Revolució Bolivariana
Chávez va guanyar les eleccions presidencials de 1998 amb el 56% dels vots com a candidat d'un nou partit polític, el Moviment Cinquena República (Movimiento V República en espanyol). Va a promoure la creació d'una nova constitució, aprovada per referèndum el 1999, donant pas a la Revolució Bolivariana, que pretén construir una coalició interamericana per implementar el bolivarianisme, una economia nacionalista dirigida per l'estat. Chávez va ser reelegit el 2000 sota la nova constitució amb el 59% dels vots. Les reformes econòmiques i polítiques que ha realitzat han estat fortament criticades per la classe mitjana i la classe alta. El desembre de 2001 es van realitzar vagues generalitzades del sectors petrolier i empresarial. Després d'un breu cop d'estat en 2002 l'empresari Pedro Carmona es va autoproclamar president, però, va ser obligat a renunciar després d'un moviment popular pro-Chávez i el vicepresident Diosdado Cabello es va convertir en president interí d'acord amb la constitució. Chávez va ser restituït com a president 48 hores després. Després d'un turbulent procés de recollida de signatures, el Consell Nacional Electoral va determinar que s'havia assolit la xifra necessària per convocar el referèndum sobre la continuïtat de Chávez en el seu càrrec; convocant el referèndum revocatori per al 15 d'agost de 2004, i tot i les denúncies de frau electoral que va formular l'oposició, la totalitat dels observadors internacionals van avalar els resultats, del 60% partidari de la continuïtat. En 2007, l'Assemblea Nacional va aprovar una lleivautoritzant Chávez a governar per decret durant 18 mesos, i en 2009 un referèndum esmena la Constitució permetent la reelecció consecutiva de càrrecs de president, batles i governadors d'estat, i el 2010 aprova una altra llei perquè Chávez torni a governar per decret per 18 mesos.
El 5 de març de 2013 Hugo Chávez va morir i aquell mateix dia, Maduro va assumir el càrrec de president de Veneçuela fins a la celebració d'uns nous comicis presidencials. La creixent escassetat a Veneçuela es va intensificar sota el govern de Maduro, agreujant-se amb els baixos preus del petroli a principis de 2015, i la caiguda de la producció de petroli a Veneçuela per falta de manteniment i inversió. La corrupció, l'escassetat crònica d'aliments i medicaments, el tancament d'empreses, l'atur, el deteriorament de la productivitat, l'autoritarisme, les violacions dels drets humans, la mala gestió econòmica i la sequera provocada pel fenomen el Niño i l'elevada dependència del petroli també han contribuït a l'agreujament de la crisi, que va provocar que Veneçuela tingués una inflació del 180 per cent, la més alta del món. Després de les protestes de Venezuela de 2017 Maduro va ser reelegit en 2018 i reelegit en 2024, però l'oposició no va reconèixer la seva victòria, esclatant una nova onada de protestes.